# Майон
Майон — вулкан на Філіппінах висотою 2462 метри. Він лежить у регіоні Біколь на південному сході головного острова Лусон, недалеко від міста Легаспі.

## Географія
Майон лежить на кордоні між континентальною Євразійською та Філіппінською плитою, у тектонічно вкрай активному районі. З усіх вулканів острова Майон є найбільш активним. Має майже досконалу конусоподібну форму, основа завдовжки 130 км. Складений переважно андезитовими лавами.
Вулкан лежить на території національного парку Майон-Волькан, розвинений туризм.

## Виверження
За останні 400 років вивергався понад 50 разів. Найкатастрофічніше виверження відбулося 1 лютого 1814 року, внаслідок якого потік лави повністю знищив місто Сагзава, тоді загинуло понад 1200 осіб. Виверження 1993 року забрало життя 79 людей. З 19 липня 2006 він знову почав диміти, лава витікала у так званому «тихому виверженні». У грудні 2009 року виверження перейшло в активну фазу, що змусило евакуювати десятки тисяч жителів навколишніх районів. Внаслідок виверження 7 травня 2013 року загинуло 4 німецьких альпіністи та гід, що їх супроводжував. Повідомляється, туристи загинули внаслідок розкиду величезних шматків гірської породи.
Останнє виверження вулкана сталося 23 січня 2018 року. Виверження триває.